# Waco Tennis Challenger
Il Waco Tennis Challenger è stato un torneo professionistico di tennis giocato su campi in cemento. Faceva parte dell'ATP Challenger Series. Si giocava annualmente a Waco negli Stati Uniti.

## Albo d'oro

### Singolare
| Anno       | Campione          | Finalista       | Punteggio     |
| ---------- | ----------------- | --------------- | ------------- |
| 2008       | Vince Spadea      | Joseph Sirianni | 6–0, 6–1      |
| 2007- 2004 | Non disputato     | Non disputato   | Non disputato |
| 2003       | Giovanni Lapentti | Paul Goldstein  | 6–4, 6–3      |
| 2002       | Hermes Gamonal    | Jan Hernych     | 6–1, 3–6, 6–3 |

### Doppio
| Anno       | Campioni                        | Finalisti                      | Punteggio        |
| ---------- | ------------------------------- | ------------------------------ | ---------------- |
| 2008       | Alex Bogomolov Jr. Dušan Vemić  | Alberto Francis Nick Monroe    | 6–4, 5–7, [10–8] |
| 2007- 2004 | Non disputato                   | Non disputato                  | Non disputato    |
| 2003       | Devin Bowen Ashley Fisher       | Ryan Haviland K.J. Hippensteel | 6–4, 7–6(4)      |
| 2002       | Huntley Montgomery Ryan Sachire | Diego Ayala Jason Marshall     | 4–6, 6–2, 7–6(5) |